# Crocomela vitellina
Crocomela vitellina är en fjärilsart som beskrevs av Herrich-Schäffer 1855. Crocomela vitellina ingår i släktet Crocomela och familjen björnspinnare. Inga underarter finns listade i Catalogue of Life.